# Volxemia dianella
Volxemia dianella är en skalbaggsart som beskrevs av Auguste Lameere 1884. Volxemia dianella ingår i släktet Volxemia och familjen långhorningar. Inga underarter finns listade i Catalogue of Life.